# گرگوری جیکوبز
گرگوری جیکوبز (انگلیسی: Gregory Jacobs؛ زادهٔ) یک کارگردان، تهیه‌کننده (ابهام‌زدایی)، و فیلم‌نامه‌نویس اهل ایالات متحده آمریکا است. وی از سال ۱۹۸۷ میلادی تاکنون مشغول فعالیت بوده‌است.

## فیلم‌شناسی
| سال  | عنوان                     | نکته                |
| ---- | ------------------------- | ------------------- |
| ۱۹۹۵ | پیش از طلوع               | تهیه‌کننده           |
| ۲۰۰۲ | Full Frontal              | تهیه‌کننده           |
| ۲۰۰۲ | سولاریس                   |                     |
| ۲۰۰۴ | جرم                       | تهیه‌کننده           |
| ۲۰۰۴ | اروس                      | تهیه‌کننده           |
| ۲۰۰۴ | دوازده یار اوشن           | تهیه‌کننده           |
| ۲۰۰۵ | حباب                      | تهیه‌کننده           |
| ۲۰۰۶ | آلمانی خوب                | تهیه‌کننده           |
| ۲۰۰۷ | دوازده یار اوشن           | تهیه‌کننده           |
| ۲۰۰۷ | Wind Chill                | کارگردان            |
| ۲۰۰۸ | چه                        | تهیه‌کننده           |
| ۲۰۰۹ | The Girlfriend Experience | تهیه‌کننده           |
| ۲۰۰۹ | The Informant!            | تهیه‌کننده           |
| ۲۰۱۱ | شیوع                      | تهیه‌کننده           |
| ۲۰۱۱ | بی‌استفاده                 | تهیه‌کننده           |
| ۲۰۱۲ | مجیک مایک                 | تهیه‌کننده           |
| ۲۰۱۳ | عوارض جانبی               | تهیه‌کننده           |
| ۲۰۱۴ | لبه فردا                  | تهیه‌کننده           |
| ۲۰۱۵ | مایک جادویی ایکس‌ایکس‌ال    | کارگردان، تهیه‌کننده |
| TBA  | Go with Me                | تهیه‌کننده           |